# 賴恩·古爾
賴恩·古爾（Ryan Guy，1985年9月5日—）是美國出生的查莫洛人、代表關島參與國際賽事的足球運動員。

## 球員生涯

### 效力聖柏德烈
古爾在2007年曾經到當時處於英格蘭冠軍聯賽的水晶宮及德國甲組足球聯賽的漢諾威等球會試腳，其後在2007年2月加盟愛爾蘭超級足球聯賽球會聖柏德烈。他於同年4月6日首次在愛爾蘭聯賽為聖柏德烈出賽，並於7月15日攻入他在聖柏德烈的第一個入球。
2008年7月17日，古爾在聖柏德烈作客拉脫維亞球會奧林匹斯的歐洲足協盃首圈外圍賽的賽事，攻入了全場唯一入球，助聖柏德烈打破歷史，取得史上第一場歐洲球會賽事的作客勝利。同年10月18日，古爾在對沙洛克流浪的南都柏林打吡戰中，大演帽子戲法，聖柏德烈勝出3比1。
2009年，古爾協助聖柏德烈晉身到2009－10年度歐霸盃外圍賽的最後一輪附加賽。他在2009年賽季為聖柏德烈總共出賽44場攻入6球，並當選聖柏德烈球迷會年度球員（Supporters Club Player）。

## 國際賽
古爾於2012年8月確認他將會代表關島參加國際足球賽事。古爾於2012年菲律賓和平盃首次代表關島上陣，在全部3場賽事中均有上陣。

## 榮譽

### 球會

#### 聖柏德烈
亞軍
- 愛爾蘭超級聯賽：2007、2008

### 個人
- 聖柏德烈球迷會年度球員：2009